# تیفنی میلبرت
تیفنی کارلین میلبرت (زادهٔ ۲۳ اکتبر ۱۹۷۲) مهاجم ایالات متحده آمریکا و بازنشستهٔ فوتبال که برای مدت طولانی در تیم ملی فوتبال زنان آمریکا حضور داشت. وی اهل ایالت اورگن است. تیفنی کار خود را از دانشگاه پورتلند آغاز کرد وی با ۱۰۳ گل زده رکورد این دانشگاه را به خود اختصاص داد. او برندهٔ مدال طلا در رقابتهای المپیک ۱۹۹۶ آتلانتا و مدال نقره در المپیک ۲۰۰۰ سیدنی است. تیفنی یکی از پنج مهاجم برتر در تمامی ادوار در تیم ایالات متحده است.

## زندگی اولیه
میلبرت زادهٔ ۲۳ اکتبر ۱۹۷۲ در هیلسبرو، اورگن است. او کار خود را از باشگاه هیلسبرو ساکر واقع در هیلسبرو، اورگن واقع در منطقهٔ شهری پورتلند آغاز کرد. میلبرت دوران دبیرستان خود را در مدرسهٔ هیلسبرو از سال ۱۹۹۷ تا ۱۹۹۰ گذراند و رکورد خود را تا آن زمان با ۵۴ گل در یک فصل و در دوران بازی با ۱۳۱ گل به ثبت رساند. یکی از زمین‌های ورزشی این مدرسه به افتخار او نامگذاری شده‌است. وی سه بار توسط روزنامهٔ آرگونین و دو بار توسط مجلهٔ پرید به عنوان بازیکن سال انتخاب شده‌است. وی در رشته‌های ورزشی دیگری همچون بسکتبال و دو و میدانی مشارکت استعداد می‌کرد و مشارکت می‌کرد و پیشنهاد بورس‌های تحصیلی از طرف دانشگاه برای این دو رشته به او داده شد.

## دانشگاه پورتلند
او به دانشگاه پورتلند پیوست و از سال ۱۹۹۰ تا ۱۹۹۵ که دانشگاه را با جوایز متعدد و رکورد اتحادیه ملی ورزش دانشگاهی ترک کرد. در سال ۱۹۹۰ وی در مجلهٔ ساکر آمریکا به عنوان پدیدهٔ چدید سال انتخاب شد. در سال ۱۹۹۱ او تیم خود را با ۲۱ گل و ۶ پاس گل همراهی کرد. در سال ۱۹۹۲ با به ثمر رساندن ۳۰ گل و ۱۲ \اس گل موفق شد خود را در ردهٔ دوم بهترین گلزنان کشور قرار دهد.